# آتاپالونی
آتاپالونی (به اسپانیایی: Atapalluni) یک کوه در پرو است که در Peru, Puno Region, Chucuito Province, El Collao Province واقع شده‌است. آتاپالونی ۴٬۸۰۰ متر بالاتر از سطح دریا واقع شده‌است.